# Смит, Делия
Делия Смит (р. 18 июня 1941) — английский повар и телеведущая. Автор главных кулинарных бестселлеров в Британии (продано более 18 млн экземпляров книг).
Кроме того, Делия Смит является главным акционером футбольного клуба Норвич Сити совместно со своим мужем, Майклом Уинн-Джонсом.

## Биография
Делия родилась в городе Уокинг, в графстве Суррей. Бросив школу в 16 лет, она работала парикмахером, затем продавщицей в магазине, в турагентстве. В 21 год она устроилась в крошечный ресторан, где прошла путь от уборщицы до повара. Тогда же она начала изучать старинные английские кулинарные книги из хранилищ Британского музея, тестируя рецепты из них на семье, в доме которой в то время жила.
В 1969 году Делия начала писать для журнала The Daily Mirror, главным редактором которой был Майкл Уинн-Джонс, её будущий муж. В 1972 году она открыла колонку в газете Evening Standard, вести которую она будет еще 12 лет. На телевидении Смит впервые появилась в начале 70-х в качестве постоянного повара передачи канала BBC East «Look East». Но настоящую славу ей принесло кулинарное шоу Family Rare, шедшее в 1973—1975 годах.
Увлекшись идеей образовательных кулинарных передач, которые бы учили готовить начиная с самых азов, Делия Смит выпустила серию программ на канале BBC Further Education, подкрепленную тремя тематическими кулинарными книгами.
Популярность Делии Смит такова, что уровень продаж каких-либо продуктов или приборов мгновенно возрастал на 10 и более процентов, стоит ей упомянуть их в своей передаче. Так было с продажами яиц после первой серии передач Delia’s How to Cook (1998), с консервированным мясным фаршем в 2008 году, со сковородами для омлета. «Эффектом Делии» (так назвали этот феномен) теперь называют резкое повышение продаж какого-либо плохо расходившегося товара после рекомендации уважаемого человека.
В 2003 году Делия Смит объявила об окончании своей телевизионной карьеры, однако в 2008 году, после долгих переговоров, появилась в 6-серийной программе канала BBC. Вышедшая одновременно с программой книга, обновленный вариант хита 1971 года How to Cheat on Cooking быстро стала бестселлером.

## Книги Делии Смит
- How to Cheat at Cooking (1971)
- Recipes from Country Inns and Restaurants (1973)
- The Evening Standard Cookbook (1974)
- Frugal Food (1976) (Второе издание — 2008)
- Cakes, Bakes & Steaks (1977)
- Delia Smith’s Book of Cakes (1977)
- Delia Smith’s Cookery Course (3 тома: 1978, 1979 & 1980)
- One is Fun (1986)
- Complete Illustrated Cookery Course (1989)
- Delia Smith’s Christmas (1990)
- Delia Smith’s Summer Collection (1993)
- Delia Smith’s Winter Collection (1995) (книга года в Британии в 1996 году).
- Delia’s How to Cook—Book 1 (1998)
- Delia’s How to Cook—Book 2 (1999)
- Delia’s How to Cook—Book 3 (2001)
- The Delia Collection (2003) (несколько тематических изданий)
- Delia’s Kitchen Garden: A Beginners' Guide to Growing and Cooking Fruit and Vegetables (2004)
- The Delia Collection — Puddings (2006)
- Delia’s Kitchen Garden (February 2007)
- How to Cheat at Cooking (February 2008)